# Innobindus marginatus
Innobindus marginatus är en insektsart som beskrevs av Birgit Löcker 2007. Innobindus marginatus ingår i släktet Innobindus och familjen kilstritar. Inga underarter finns listade i Catalogue of Life.